# Municipio de Huamuxtitlán
El municipio de Huamuxtitlán es uno de los 85 municipios que conforman el estado mexicano de Guerrero. Forma parte de la región de La Montaña y su cabecera es la población de Huamuxtitlán.

## Toponimia
El nombre original fue Coamoxtitlán, del náhuatl cuamóchitl, guamúchil: “lugar de guamúchiles” o “entre guamúchiles”.
La figura que representa a Huamuxtitlán se encuentra en el Lienzo de Chiepetlán y está formada de tres elementos gráficos: el primero es una hornilla rústica o tlecuile, integrada por cuatro piedras y reverberaciones o llamas de la lumbre; el segundo es una olla o cómitl que se halla sobre el tlecuile, y el tercero es un árbol (cuáhuitl) que sale del interior de la olla con brotes en las puntas de las dos ramas en que se bifurca. Su interpretación: “es un lugar (cómitl) caliente (tlecuile) donde abunda el árbol (cuáhuitl) de guamúchil”.
El escudo se compone de una figura geométrica irregular, que en el contorno tiene una franja donde se halla escrito el nombre de Huamuxtitlán; en la parte superior tiene un penacho con 11 plumas de colores y, al centro, el glifo o figura que representa este lugar, siendo una vasija posada sobre tierra y algunas piedrecillas; de la olla sale una planta ramificada en cuyos extremos tiene semicírculos que pueden interpretarse como roscas de guamúchil.
El diseño fue elaborado con base en los glifos que se hallan en el códice de Chiepetlán, comunidad indígena perteneciente al municipio de Tlapa de Comonfort, Guerrero.

## Historia
Fue fundado por tribus mixtecas y nahuas. Posteriormente, debido a la presión del rey Ahuízotl, los tlahuicas, provenientes de lo que ahora es Morelos, se desplazaron hacia el sur y penetraron al lugar que hoy es la región de La Montaña del estado de Guerrero, dejando sus huellas culturales en varios lugares de la zona.
Los yopes lograron ocupar terrenos de Huamuxtitlán. Por el lado nororiental del actual estado de Guerrero aparecieron los tlapanecas de la familia zoque–mixcana o zoque–maya, quienes se mezclaron con los pueblos ya establecidos. En 1299, en Olinalá se fundó una confederación de pueblos, siendo Huamuxtitlán uno de los nueve integrantes; esta alianza política de pueblos sucedió en un lugar llamado Plaza Vieja.
Al ser conquistado el imperio mexica por los españoles, Hernán Cortés envió a varios de sus hombres a explorar las tierras del sur. Correspondió a Bernardino Vázquez de Tapia ir al frente de uno de los grupos que incursionaron por La Montaña. A su regreso del viaje, el soldado pidió a Cortés le cediera el pueblo de Huamuxtitlán como encomienda a cambio de Huitzilopochco (Churubusco); deseo que le fue concedido en 1531.El encomendero impuso como tributo a los jefes de familia de su territorio $1345.00, un tomín y nueve gramos de oro, además de 40 indios de servicio diariamente.
Después de lograr la conquista de los pueblos por la fuerza de las armas vino la conquista espiritual. Así, en 1534, fray Gerónimo de San Esteban y fray Agustín de Coruña fundaron el convento de Guamustitlán, en Oaxaca (actualmente Huamuxtitlán, Guerrero). En un principio dependió del Arzobispado de Tlaxcala, después del de Puebla y en la época actual corresponde al de Chilpancingo–Chilapa.
El 28 de febrero de 1911 fue descubierto el movimiento maderista en Guerrero, por lo que los Figueroa, en Huitzuco, se lanzaron a la lucha. En poco menos de dos meses la rebelión se generalizó y se obtuvieron los primeros triunfos por parte de los revolucionarios. El 7 de abril de 1911 cayó Coyuca de Catalán en poder de Álvaro Lagunas, y así se fueron obteniendo otras plazas. Huamuxtitlán fue tomada el 23 de febrero por Juan Andreu Almazán.
El 12 de septiembre de 1911, los generales Emiliano y Eufemio Zapata, Juan Andreu Almazán, y Francisco Mendoza ocuparon Huamuxtitlán; su gente saqueó comercios de los españoles y quemó el archivo del Juzgado de Primera Instancia.
El 1 de enero de 1912, el general zapatista Julio Tapia, firmante del Plan de Ayala, al frente de sus hombres, ocupó la plaza, que era resguardada por los gobiernistas Antonio Castro y Alberto F. Berber más otros 15 soldados.
El 8 de mayo de 1913, el coronel Luis G. Cartón derrotó a Emiliano Zapata en la cañada de Huamuxtitlán, en el punto denominado Rancho Viejo.
El 1 de enero de 1930, Huamuxtitlán dejó de ser villa para adquirir el rango de ciudad, por Decreto 131.

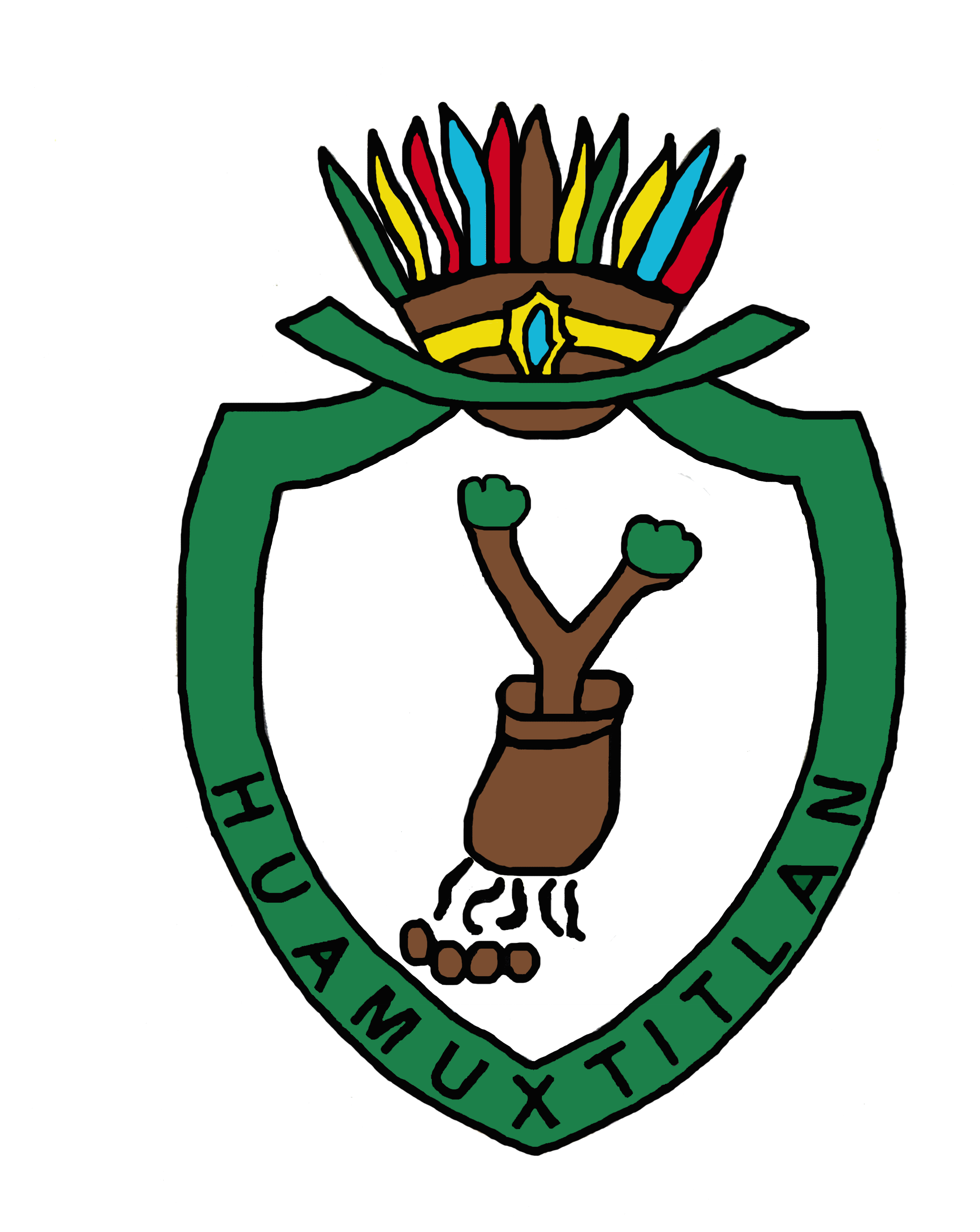
Escudo Huamuxtitlán

## Geografía

### Localización y extensión
El municipio de Huamuxtitlán se ubica al noreste del estado de Guerrero, en la región de la Montaña, y en las coordenadas geográficas 17º41´ y 17º54´ de latitud norte y los 98º26´ y 98º40´ de longitud oeste. Tiene una superficie total de 432.5 km² que corresponden a un 0.68% con respecto a la superficie territorial del estado. Limita al norte con el municipio de Xochihuehuetlán, al sur con el municipio de Alpoyeca, al este con el municipio de Zapotitlán Lagunas del estado de Oaxaca y al oeste con el municipio de Cualác.

## Personajes Ilustres
- Aurelio F. Galindo. Distinguido compositor y músico, además de gran estratega militar. Nació en Tlaquiltepec, municipio de Huamuxtitlán; concursó y obtuvo el primer lugar en el certamen Canción estilo mexicano, y un segundo lugar en el Certamen de marchas. Sus composiciones más famosas son: Fantasía mexicana, inspirado en las costumbres indígenas. Incursionó en otros géneros, como el tango, entre ellos: El pebete, Traicionera y Ya somos tres. En ballet tiene El príncipe azul; además tres rapsodias mexicanas: las número 1, 2 y 3. Cultivó otros estilos, donde de igual manera se distinguió. En política llegó a ser diputado; en las filas del Ejército ascendió a mayor de Caballería.

- Manuel Guerrero Muñoz. Nació en Huamuxtitlán en 1882; distinguido catedrático del Instituto Literario del Estado de Guerrero y de la Escuela Preparatoria y Normal para Profesores, donde impartió Lengua Nacional e Historia Universal, respectivamente. Incursionó en el periodismo y llegó a ser jefe de redacción del periódico El Nuevo Mundo de Saltillo, Coahuila. En el ámbito de la poesía escribió Oda a Guerrero y Canto a Morelos. (v. Guerrero Muñoz, Manuel).
- Amada Díaz Quiñones. Primogénita de Porfirio Díaz, nació el 7 de abril de 1867, fruto de la relación entre el político y Rafaela Quiñones, de quien solo se sabe que fue una mujer indígena del municipio de Huamuxtitlán en el estado de Guerrero.

## Demografía

### Población
De acuerdo a los resultados del Censo de Población y Vivienda 2020 realizado por el Instituto Nacional de Estadística y Geografía (INEGI), el municipio de Huamuxtitlán contaba hasta ese año con un  total de  17,488 habitantes, de los cuales, 47.4% corresponde a hombres y 52.6% a mujeres.

### Localidades
En el censo de 2020 el municipio de Huamuxtitlán contaba con 17 localidades.
| Código INEGI    | Localidad           | Población (2020) |
| --------------- | ------------------- | ---------------- |
| 120330001       | Huamuxtitlán        | 7 783            |
| 120330010       | San Miguel Totolapa | 2 439            |
| 120330009       | Tlaquiltepec        | 1 382            |
| 120330003       | Coyahualco          | 1 359            |
| 120330006       | Santa Cruz          | 1 275            |
| 120330008       | Tlalquetzala        | 1 048            |
| 120330005       | San Pedro Aytec     | 817              |
| 120330002       | Conhuaxo            | 483              |
| 120330007       | Tepetlapa           | 404              |
| 120330004       | Jilotepec           | 354              |
| 120330030       | Las Pilas           | 52               |
| 120330016       | Paraje Tecuapa      | 26               |
| 120330026       | La Tabiquera        | 26               |
| 120330012       | Los Amates          | 22               |
| 120330018       | Rancho la Miradita  | 9                |
| 120330028       | El Ojo de Mar       | 5                |
| 120330014       | La Huerta           | 4                |
| Total municipal | Total municipal     | 17 488           |

## Política y gobierno

### Cronología de presidentes municipales
| Período     | Presidente municipal         | Partido Político/Coalición |
| 1951 - 1952 | Cayetano Romero Ríos         | PRI                        |
| 1953 - 1954 | Maximiliano Nájera Rosales   | PRI                        |
| 1955 - 1956 | Modesto Mier Bringas         | PRI                        |
| 1957 - 1959 | Maximiliano Nájera Rosales   | PRI                        |
| 1960 - 1962 | Rodolfo Sánchez Ramírez      | PRI                        |
| 1963 - 1965 | Álvaro Ibarra Salazar        | PRI                        |
| 1966 - 1968 | Serafín Romero Guerrero      | PRI                        |
| 1969 - 1971 | Jorge Sánchez Ramírez        | PRI                        |
| 1972 - 1974 | Miguel Salgado (Jaime Luna)  | PRI                        |
| 1975 - 1977 | Jorge Sánchez Ramírez        | PRI                        |
| 1978 - 1980 | Carlos Pantoja Escamilla     | PRI                        |
| 1981 - 1983 | Alan David Luna Gómez        | PRI                        |
| 1984 - 1986 | Gaudencio Apórtela Velasco   | PRI                        |
| 1987 - 1989 | Adrián Saucedo Gómez         | PRI                        |
| 1990 - 1993 | Luis Flores Rendón           |                            |
| 1993 - 1996 | Timoteo Domínguez Maldonado  |                            |
| 1996 - 1999 | Marcos Castillo Ponce        |                            |
| 1999 - 2002 | Alejo Ramírez Pacheco        |                            |
| 2002 - 2005 | Guillermo Virafuentes Romero |                            |
| 2005 - 2008 | Juan Carlos García Jiménez   |                            |
| 2009 - 2012 | Soledad Romero Espinal       | PRD                        |
| 2012 - 2015 | Johnny Saucedo Romero        | PRD                        |
| 2015 - 2018 | Mario García Flores          | PRD                        |
| 2018 - 2021 | Elpidio Nava Rodríguez       | PAN-PRD-MC                 |
| 2021 - 2024 | Aurelio Méndez Rosales       | MORENA                     |
| 2024 - 2027 | Daniel Méndez Flores         | MOVIMIENTO CIUDADANO       |